# Gideon Schechtman
Gideon Schechtman (14 de fevereiro de 1947) é um matemático israelense, professor de matemática no Instituto Weizmann de Ciência.

## Formação e carreira
Schechtman recebeu um doutorado em matemática pela Universidade Hebraica de Jerusalém em 1976, orientado por Joram Lindenstrauss, com pós-doutorado na Universidade Estadual de Ohio.
Desde 1980 é afiliado ao Instituto Weizmann de Ciência, onde se tornou professor emérito em 2017. Sua pesquisa se concentra predominantemente na análise funcional e na geometria de espaços de Banach.
Para o Congresso Internacional de Matemáticos de 2022 em São Petersburgo está listado como palestrante convidado.